# Fikobilisomy

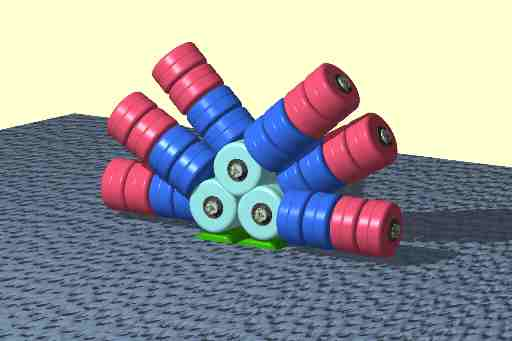
Struktura fikobilisomu

Fikobilisomy – struktury białkowe uczestniczące w procesie fotosyntezy, pełniące funkcje anten absorbujących światło w zakresie 470-650 nm. Występują u sinic, krasnorostów i glaukocystofitów. Fikobilisomy połączone są z błoną tylakoidów i kierują energię wzbudzenia do centrów reakcji fotoukładu II.
Pojedynczy fikobilisom jest kompleksem o masie kilku milionów Da, składającym się z wielu podjednostek białkowych określanych jako fikobiliproteiny. Każda z nich zawiera grupy prostetyczne – fikobiliny oraz polipeptydy łącznikowe. Układ białek w kompleksie umożliwia przekazanie do centrów reakcji ponad 95% zaabsorbowanej energii. Przekazanie energii z anten absorbujących światło do centrum reakcji dokonuje się w czasie krótszym niż 100 ps.
Fikobilisomy umożliwiają wykorzystanie w procesie fotosyntezy długości fal świetlnych nie absorbowanych przez chlorofile.